# Krasni škorec
Krasni škorec (znanstveno ime Lamprotornis superbus) je član družine ptic škorcev. Prej je bil znan kot Spreo superbus.

## Razširjenost
Ta vrsta je zelo razširjena in jo običajno najdemo v vzhodni Afriki, vključno z Etiopijo, Somalijo, Ugando, Kenijo, Južnim Sudanom in Tanzanijo.

## Habitat
Krasni škorec živi v savani, na sušnih območjih s trnjem in akacijo, na odprtem gozdu, v gozdovih ob jezerih, na vrtovih in obdelovalnih poljih, na nadmorski višini 0–2650 metrov.

## Opis
Ta vrsta je dolga od 18 do 19 cm. Ti majhni kratkorepi škorci imajo dolg ozek kljun, robustno telo, močna stopala in značilen vzorec perja. Odrasli imajo črne glave in mavrično modro do zeleno hrbet, zgornji del prsi, krila in rep. Trebuh je rdeče-oranžen, od modrih prsi je ločen z belo črto. Spodnji pokrov in obloge kril so bele. Mladiči imajo bolj motno perje z le namigovanjem belega prsnega traku. Njihove oči so sprva rjave, kasneje sivkasto bele.
Krasni škorec ima dolgo in glasno pesem, sestavljeno iz tremola (žvrgolenja) in čebljanja. Ob poldnevu poje mehkejšo pesem ponavljajočih se fraz. Obstaja več ostrih klicev, od katerih je najbolj zapleteno opisan kot »kričeč, škripajoč skerrrreeee-cherrrroo-tcherreeeeeet.«
Videz krasnega škorca je zelo podoben Hildebrandtovemu škorcu (Lamprotornis hildebrandti), ki ga tudi najdemo v vzhodni Afriki. Krasnega škorca odlikujejo bledo kremasto bele oči, v nasprotju z rdečimi očmi pri Hildebrandtovem. Poleg tega imajo samo odrasli bel pas na prsih.

## Biologija
Krasni škorec se prehranjuje predvsem na tleh, pogosto pod ali v bližini akacijevih dreves. Te ptice se večinoma prehranjujejo z žuželkami (kobilice, hrošči, termiti, mravlje in muhe) in črvi, pa tudi z žiti, sadjem in drobnimi jagodami. So družabni in na splošno  precej krotki in se ne bojijo ljudi. Gnezditvena sezona v Etiopiji traja od oktobra do februarja, v Somaliji od marca do junija. Kroglasta gnezda trav in vejic so zgrajena v grmovju, na drevesih srednje višine in tudi v skalnatih razpokah. Samice odložijo 3-4 jajca, ki jih inkubirajo dvanajst dni. Tako samec kot samica skrbita za potomce.

## Galerija
- Družina v živalskem vrtu Wilhelma, Stuttgart, Nemčija. Svetleje obarvan mladič je med dvema odraslima osebama.
- Krasni škorec v kraterju Ngorongoro, Tanzanija
- Krasni škorec, ki se hrani z ličinko
- Habitat v zahodnem Serengetiju